# Mai 1899

## Événements
- 1er mai : le Belge Camille Jenatzy franchit en automobile la barrière des 100 km/h à Achères sur un véhicule électrique, la « Jamais Contente ».

- 2 mai : la Mission Voulet-Chanoine prend la ville de Birni N'Konni en pays Haoussa. Une partie de la population est massacrée.

- 8 mai : course automobile italienne à Reggio d'Émilie (85 km, six concurrents). Le Français Paul Chauchard s’impose sur une Panhard.

- 18 mai : ouverture de la première Conférence de la paix à La Haye, proposée par le tsar pour le règlement pacifique des différends entre les puissances. Les vingt-six États représentés se sépareront sans grands résultats, si ce n’est la création d’une Cour internationale d’arbitrage sous la pression de la Russie et de la Grande-Bretagne (fin le 29 juillet).

- 22 mai :
  - à la suite d'un conflit avec le khédive Abbas II, qui souhaitait faire siéger deux juges civils à la Cour Islamique suprême, le Grand Mufti d'Égypte et recteur de la Mosquée al-Azhar Hassûnah An-Nawâwî est démis de toutes ses fonctions.
  - Course automobile italienne entre Bologne, Malabergo et Bologne (80 km, douze concurrents). Le Français Émile Laporte s’impose sur une Orio-Marchand.

- 24 mai : dans la course automobile Paris-Bordeaux, le pilote Fernand Charron s’impose sur une Panhard (27 voitures et 37 motos au départ).

## Naissances
- 8 mai : Friedrich August von Hayek, économiste de l'École autrichienne († 23 mars 1992).
- 10 mai : Fred Astaire, acteur, danseur américain († 22 juin 1987).
- 12 mai : Maurice Carême, écrivain et poète belge († 13 janvier 1978).
- 14 mai : K. C. Irving, homme d'affaires.
- 20 mai : Alexandre Deïneka, peintre, graphiste et sculpteur soviétique († 12 juin 1969).
- 23 mai : Jeralean Talley, supercentenaria des États-Unis († 17 juin 2015).
- 24 mai :
  - Henri Michaux, peintre et poète français d'origine belge († 19 octobre 1984).
  - Suzanne Lenglen, championne de tennis († 4 juillet 1938).
- 26 mai : 
  - Antonio Barrette, homme politique et premier ministre du Québec.
  - Muriel McQueen Fergusson, sénatrice canadienne († 11 avril 1997).
  - Pieter Menten, criminel de guerre, homme d'affaires et collectionneur d'art néerlandais († 14 novembre 1987).
- 30 mai : Maurice Bonney, coureur cycliste français († 2 septembre 1951).

## Décès
- 25 mai : Rosa Bonheur, peintre animalier français.